# باند دبلیو
باند دبلیو (انگلیسی: W band) در ریزموج، بخشی از طیف الکترومغناطیسی است که بازه ۷۵ تا ۱۱۰ گیگاهرتز در طول‌موج ≈۲٫۷ تا ۴ میلی‌متر را در بر می‌گیرد. باند دبلیو در تعریف مؤسسه مهندسان برق و الکترونیک (IEEE) در بسامد بالاتر از باند وی (۷۵–۴۰ گیگاهرتز) قرار می‌گیرد و با باند ام تعیین‌شده توسط ناتو (۱۰۰–۶۰ گیگاهرتز) هم‌پوشانی دارد.
از باند دبلیو در ارتباطات ماهواره‌ای، پژوهش‌های راداری با امواج میلی‌متری، هدف‌گیری‌های نظامی راداری و برنامه‌های ردیابی و برخی برنامه‌های غیرنظامی دیگر استفاده می‌شود.